# Труа-2
Труа́-2 (фр. Troyes-2) — один из 17 кантонов департамента Об, региона Гранд-Эст, Франция. Административный центр находится в коммуне Труа. INSEE код кантона — 1013. Кантон полностью находится в округе Труа. В кантон Труа-2 входит часть коммуны Труа и коммуны Сент-Савин и Ле-Ноэ-пре-Труа.

## История
Кантон Труа-2 был создан в 1801 году. До реформы 2015 года в кантон входило 8 коммун и часть Труа. По закону от 17 мая 2013 и декрету от 14 февраля 2014 года количество кантонов в департаменте Об уменьшилось с 34 до 17. Новое территориальное деление департаментов на кантоны вступило в силу во время выборов 2015 года. 22 марта 2015 года из кантона вышли 8 коммун, часть коммуны Труа была переопределена, были добавлены коммуны Сент-Савин и Ле-Ноэ-пре-Труа.

## Коммуны кантона
| №     | Индекс | Коммуна         | Оригинальное название | Население, чел. (2012)           | Площадь, км² | Плотность |
| ----- | ------ | --------------- | --------------------- | -------------------------------- | ------------ | --------- |
| 10265 | 10420  | Ле-Ноэ-пре-Труа | Les Noës-près-Troyes  | 3159                             | 0,7          | 4513      |
| 10362 | 10300  | Сент-Савин      | Sainte-Savine         | 10100                            | 7,55         | 1338      |
| 10387 | 10000  | Труа            | Troyes                | 6950 (полное население — 60 009) |              |           |

Состав кантона до реформы 2014 года:
| Коммуна           | Население, чел. (2006) | Почтовый индекс | Код INSEE |
| ----------------- | ---------------------- | --------------- | --------- |
| Вайи              | 269                    | 10150           | 10391     |
| Вилласерф         | 476                    | 10600           | 10409     |
| Крене-пре-Труа    | 1 523                  | 10150           | 10115     |
| Лаво              | 734                    | 10150           | 10191     |
| Мерже             | 654                    | 10600           | 10230     |
| Пон-Сент-Мари     | 4 813                  | 10150           | 10297     |
| Сен-Бенуа-сюр-Сен | 401                    | 10180           | 10336     |
| Сент-Мор          | 1 472                  | 10150           | 10352     |
| Труа              | 63 456                 | 10000           | 10387     |

## Население
В таблице приведена динамика численности населения по 2012 год. В 2015 году территория кантона была изменена, а население соответственно возросло до 20 209 человек (население во время переписи 2012 года на территории, определённой в 2015 году).
| 1982 | 1990 | 1999 | 2006   | 2011   | 2012   |
| ---- | ---- | ---- | ------ | ------ | ------ |
| 9639 | 9701 | 9714 | 16 659 | 17 265 | 17 248 |

## Политика
Согласно закону от 17 мая 2013 года избиратели каждого кантона в ходе выборов выбирают двух членов генерального совета департамента разного пола. Они избираются на 6 лет большинством голосов по результату одного или двух туров выборов.
В первом туре кантональных выборов 22 марта 2015 года в Труа-2 баллотировались 5 пар кандидатов (явка составила 44,17 %). Во втором туре 29 марта, Валери Дени и Анн-Мари Зельц были избраны с поддержкой 64,58 % на 2015—2021 годы. Явка на выборы составила 43,40 %.
| Мандат | Мандат | Кандидаты                       |                | Партия                              | Первый тур | Первый тур     | Второй тур | Второй тур |
| Мандат | Мандат | Кандидаты                       | Кол-во голосов | Партия                              | % голосов  | Кол-во голосов | % голосов  |            |
| ------ | ------ | ------------------------------- | -------------- | ----------------------------------- | ---------- | -------------- | ---------- | ---------- |
| 2015   | 2021   | Валери Дени и Анн-Мари Зельц    |                | Союз правых                         | 1836       | 31,89          | 3433       | 64,58      |
| 2015   | 2021   | Анн Брюно и Ив Коллен           |                | Национальный фронт                  | 1728       | 30,01          | 1883       | 35,42      |
| 2015   | 2021   | Софи Буа и Арно Маглуар         |                | Социалистическая партия             | 1320       | 22,92          | -          | -          |
| 2015   | 2021   | Матьё Борг и Франсуаз Кунеа     |                | Французская коммунистическая партия | 608        | 10,56          | -          | -          |
| 2015   | 2021   | Келли Колло-Тузе и Тибо Вуйекен |                | Подъём Франции                      | 266        | 4,62           | -          | -          |